# Hans Rudolph Hermann
Hans Rudolph Hermann, auch Hans Rudolf Hermann, russisch Иосиф Рудольфович Герман (* 12. Mai 1805 in Dresden; † 22. Augustjul. / 3. September 1879greg. in Moskau) war ein deutsch-russischer Chemiker und Mineraloge.

## Leben und Wirken
Hermann wuchs in Dresden auf und wurde Lehrling in der Apotheke von Friedrich Struve, der durch die Herstellung von künstlichem Mineralwasser und durch die Gründung von Trinkkurhallen bekannt wurde. Struve bat ihn, die Organisation der Moskauer Filiale seiner Trinkkuranstalten zu übernehmen. 1827 kam er nach Russland und wurde in Moskau Mitgründer eines Unternehmens zur Produktion von künstlichem Mineralwasser, dessen technische Abteilung er mehr als ein halbes Jahrhundert lang leitete. Auf ihrer Russlandreise besuchten 1829 Alexander von Humboldt, Christian Gottfried Ehrenberg und Gustav Rose dieses Unternehmen. 1830 reiste Hermann in den Kaukasus, um die Zusammensetzung und die Eigenschaften des natürlichen Mineralwassers zu untersuchen. Die Ergebnisse seiner Forschungen publizierte er in mehreren Aufsätzen. Im gleichen Jahr beteiligte er sich in Moskau an der Bekämpfung einer Choleraepidemie.
Neben seinen Arbeiten zur physikalischen und organischen Chemie galt Hermanns besonderes Interesse der Chemie der Minerale und dem Aufbau einer mineralogischen Sammlung. Mehrere Minerale wurden von ihm erstbeschrieben wie unter anderem 1829 Pyrophyllit, 1832 Phönikochroit, 1846 Chiolith und 1862 Planerit.
1845 reiste er mit dem Geologen Iwan Bogdanowitsch Auerbach (1815–1860) in den Ural, wo er neue Minerale entdeckte und beschrieb. Außerdem gelang ihm die chemische Analyse der von anderen Mineralogen entdeckten Minerale. Pionierarbeit leistete er auch auf dem Gebiet der Mineralien der Seltenen Erden sowie bei der Weiterentwicklung einer Theorie der Isomorphie von Kristallen.
Im Dezember 1831 (nach Julianischem Kalender) wurde Hermann zum korrespondierenden Mitglied der Akademie der Wissenschaften in Sankt Petersburg gewählt.
Mitte der 1850er Jahre verfiel sein Moskauer Unternehmen aufgrund gesunkener Einnahmen. Seine Mineralsammlung wurde von ihm verkauft. Sie befindet sich gegenwärtig im Staatlichen Geologischen Wernadski-Museum in Moskau.
Hermann starb am 3. September 1879 in Moskau und wurde auf dem Wwedenskoje-Friedhof beigesetzt.